# ضباب (رواية)
ضباب (بالإسبانية: Niebla) رواية من تأليف الأديب الأسباني ميجيل دي أونامونو، سنة 1907 (وتم إصدارها سنة 1914). تعالج هذه الرواية القلق الذي يولده لدى الإنسان المعاصر التفكير في تيمتي القدر والموت. اختيرت الرواية ضمن لائحة أفضل 100 رواية بالإسبانية في القرن العشرين، حسب صحيفة إلموندو الإسبانية، في 2002.

## حبكة الرواية
تحكي الرواية قصة أوغوستو بيريث وهو الابن الوحيد لعائلة ميسورة. كان للتو قد فقد والدته وتيتم ليعيش حياة موسومة بأزمة وجودية. يتعرف صدفة على عازفة البيانو إيوخينيا ويغرم بها، فيتقدم إليها ولكنها ترفضه لكونها مخطوبة. تنشأ صداقة بين أوغوستو وروساريو، الفتاة التي توصل الملابس المكوية إلى منزله، ويبدأ في نسج تساؤلات حول النفسية الأنثوية وماهية روح المرأة ومدى موثوقية المرأة في العلاقات الإنسانية.

بنية تجريب رد فعلها، يعرض أوغوستو الزواج على إيوخينيا فتقبل تحت تأثير غضبها من خصام مع خطيبها ماوريثيو، ورغم ذلك، يُصدم أوغوستو، بأيام قبل زواجهما، حين تصله رسالة من إيوخينيا تخبره أنها هربت رفقة خطيبها السابق ليتزوجا ويعيشا من العمل الذي حصل عليه ماوريثيو بفضل أوغوستو. يستنتج أوغوستو أنه كان ضحية تلاعب من طرف الخطيبين ويدخل في دوامة اكتئاب وأحاسيس متناقضة وعبثية تؤدي إلى تعزيز خيار الانتحار لديه.

خلال أزمته النفسية هذه يقرأ أوغوستو إحدى مقالات الأديب بميجيل دي أونامونو عن الانتحار. يسافر أوغوستو إلى شلمنقة، حيث يلتقي بميجيل دي أونامونو، وهناك يكشف له اونامونو أنه (أي أوغوستو) ليس إلا شخصية خياليه في رواية يكتبها أونامونو، وبهذا الصدد يدور بين الكاتب وأغوستو حوار وجودي عميق. ويخبره هذا الأخير أن حياته يجب أن تنتهي على يدي المؤلف (أونامونو) وليس بالانتحار كما قرر هو. يعود أوغوستو إلى منزله حيث يموت بجوار كلبه أورفيو. وتنتهي الرواية بنص تأبيني على لسان الكلب أورفيو.

لا يُعرف إن كان أوغوستو مسيرا أو مخيرا في نهايته: في تمهيد الرواية كتب فيكتور غوتي أن أوغوستو مات منتحرا، بينما كتب أونامونو في خاتمة الرواية أنه هو الذي قضى بوفاة أوغوستو.

## شخصيات الرواية

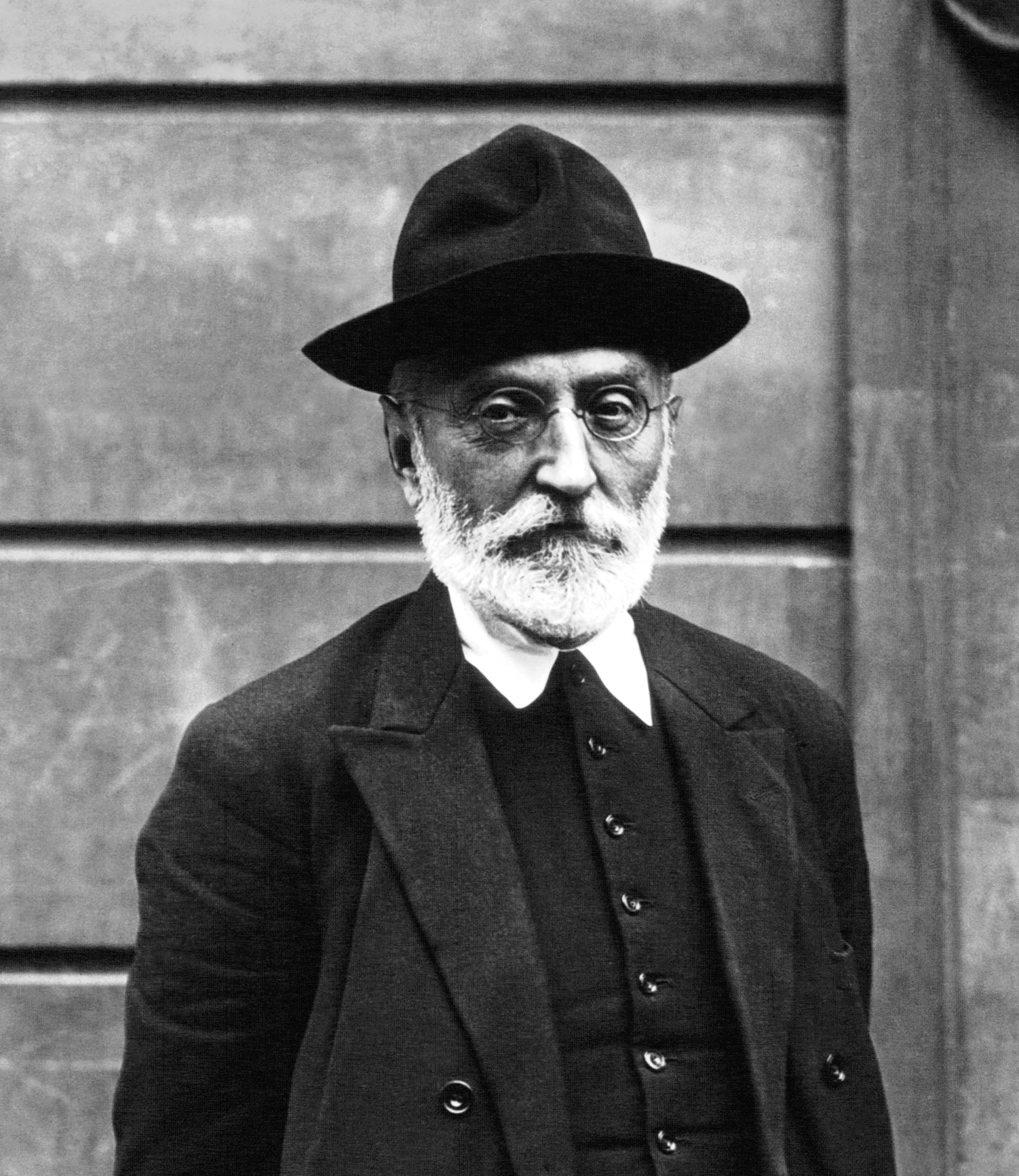
صورة لميغيل دي أونامونو في 1925

- أوغوستو بيريث Augusto Pérez: بطل الرواية، شاب ثري يعيش أزمة وجودية.
- إيوخينيا دومينغو ديلاركو Eugenia Domingo del Arco: عازفة بيانو.
- روساريو Rosario: الفتاة التي تقوم بتوصيل الملابس المكوية إلى منزل أوغوستو.
- ماوريثيو Mauricio: خطيب إيوخينيا.
- فيكتور غوتي* Victor Goti: أديب وصديق أوغوستو.
- ميغيل دي أونامونو* Miguel de Unamuno: ويتضح دوره بتجلي في نهاية الرواية عندما يكشف لأوغستو بأنه شخص خيالي موجود فقط في روايته، وأنه هو من يقرر كل الأحداث. بالإضافة إلى أنه قرر أن أوغستو سيموت كما يريد هو وليس بالانتحار.
- أورفيو Orfeo: كلب أوغوستو، «سارد» خاتمة الرواية.[1]

(*): شخصيات حقيقية

## تيمات ومواضيع الرواية
- الخلود: تيمة الخلود والقلق من هشاشة الكينونة البشرية حاضرة في شخصية أوغوستو بيريث، الذي يقاوم سيرورته عندما يتوسل لكاتب النص بأن لا يقتله.
- الوجودية: أوغوستو شخصية غارقة في عالم من الأفكار التي تجرده من الإحساس بالحياة اليومية، مما يخلق لديه ضبابية تؤول إلى شعور باللاكينونة عندما يتحاور مع ميغيل دي أونامونو في آخر الرواية.
- ماهية المرأة: تتسم الرواية بالتشكيك في فرضية تساوي المرأة مع الرجل في «امتلاكها لروح» و«مدى وفائها بالتزاماتها».
- ما وراء القص: لرواية ضباب بعد ما وراء قصصي، يتجلى في مفهوم الرواية الضبابية (Nivola) التي يكون فيكتور غوتي بصدد كتابتها.[1]

## قراءات نقدية
- صنف أونامونو روايته ضمن جنس أدبي جديد وفريد، من ابتكاره، حيث سماها Nivola وهو نحت للكلمتين الإسبانيتين ضباب (Niebla) ورواية (Novela)، وهو ما يمكن ترجمته بالرواية الضبابية. ينبع هذا التوصيف من كون الرواية تتعمد المزج بين الواقع والمتخيل، وتجنح إراديا إلى وصف الشخصيات والأماكن بضبابية. الأكثر إثارة هو حضور أونامونو كشخصية في الرواية، ومحاورته للبطل أوغوستو، الذي يكتشف كينونته كشخصية روائية متخيلة. يشرح أونامونو نظريته الأدبية هذه ومفهوم الرواية الضبابية بلسان شخصية فيكتور.[1]
- تتسم بنية الرواية بغلبة تقنيتي الحوار والنجوى. ورغم محدوديته إلا أن السرد لانهائي التعالم. تعمد أونامونو أن يكون الوصف في الرواية تقليليا، مما أنتج ضبابية في الأحداث وملامح الشخصيات. تعتبر هذه التقليلية في التوصيف سمة أساسية في أسلوب أونامونو، بل لدى غالبية معاصريه من الأدباء، والذين شكلوا بذلك قطيعة مع الإسهاب في التوصيف الذي وصفت به المدرسة الواقعية في الأدب خلال القرنين 18 و19.[1]
- يلعب القارئ دوراً مهما في الرواية حيث يترك له أونامونو حرية في تأويل واستنتاج المآل النهائي لحبكة الرواية.[1]

## تأثيرات وامتدادات ثقافية
تم اقتباس الرواية في الأعمال التالية:
- 1965: شريط تلفزيوني من إنتاج التلفزيون الإسباني بعنوان Niebla، وإخراج بيدرو أماليو لوبيث Pedro Amalio López.[3]
- 1976: شريط سينمائي من إخراج المخرج الإسباني خوسيه خارا بعنوان «العشيقات الأربعة لأوكوستو بيريث» (Las cuatro novias de augusto perez).[4]
- الفيلم الأمريكي عرض ترومان The Truman Show.
- الفيلم الأمريكي Stranger than Fiction.
- الفيلم المصري «حد سامع حاجة؟»

## وصلات خارجية
- النص الكامل للرواية من خادوم بيسينتي يوب للموارد التعليمية في اللغة والأدب
- شريط 1965 التلفزيوني كاملا في موقع يوتيوب